# فلاندر (فیلم)
«فلاندر» (فرانسوی: Flandres‎) یک فیلم به کارگردانی برونو دومو است که در سال ۲۰۰۶ منتشر شد. از بازیگران آن می‌توان به آدلاید لرو اشاره کرد.